# Caesalpinia anacantha
Caesalpinia anacantha är en ärtväxtart som beskrevs av Ignatz Urban. Caesalpinia anacantha ingår i släktet Caesalpinia och familjen ärtväxter. Inga underarter finns listade i Catalogue of Life.